# Saint-Jacques-en-Valgodemard
Saint-Jacques-en-Valgodemard é uma comuna francesa na região administrativa da Provença-Alpes-Costa Azul, no departamento de Altos-Alpes. Estende-se por uma área de 15,65 km². Em 2010 a comuna tinha 147 habitantes (densidade: 9,4 hab./km²).